# 2850 Mozhaiskij
2850 Mozhaiskij је астероид главног астероидног појаса са средњом удаљеношћу од Сунца која износи 2,449 астрономских јединица (АЈ).
Апсолутна магнитуда астероида је 11,9.